# Nisides Lesvou (Symplegma Tomaronision, Kodonas, Agios Georgios, Glaronisi, Klp) Kai Thalassia Periochi)
Nisides Lesvou (Symplegma Tomaronision, Kodonas, Agios Georgios, Glaronisi, Klp) Kai Thalassia Periochi) este o arie protejată (arie de protecție specială avifaunistică — SPA) din Grecia întinsă pe o suprafață de 8.362,69 ha, integral pe uscat.

## Localizare
Centrul sitului Nisides Lesvou (Symplegma Tomaronision, Kodonas, Agios Georgios, Glaronisi, Klp) Kai Thalassia Periochi) este situat la coordonatele 39°17′40″N 26°25′40″E / 39.294548°N 26.427651°E.

## Înființare
Situl Nisides Lesvou (Symplegma Tomaronision, Kodonas, Agios Georgios, Glaronisi, Klp) Kai Thalassia Periochi) a fost declarat arie de protecție specială avifaunistică în octombrie 2001 pentru a proteja 15 specii de animale.

## Biodiversitate
Situată în ecoregiunile marină mediteraneană și mediteraneană, aria protejată nu include niciun habitat protejat.
La baza desemnării sitului se află mai multe specii protejate de  păsări (15): lăstunul mare (Apus apus), pasărea ogorului (Burhinus oedicnemus), erete vânăt (Circus cyaneus), lăstun de casă (Delichon urbicum), egretă mică (Egretta garzetta), Emberiza caesia, Falco eleonorae, șoim călător (Falco peregrinus), vânturel de seară (Falco vespertinus), muscar-gulerat (Ficedula albicollis), rândunică (Hirundo rustica), Phalacrocorax aristotelis desmarestii, Sylvia ruppeli, fluierar de mlaștină (Tringa glareola), fluierar de lac (Tringa stagnatilis)